# Raffaele Illiano
Raffaele Illiano, né le 11 février 1977 à Pouzzoles, est un coureur cycliste italien.

## Biographie
Raffaele Illiano passe professionnel en 2002 dans l'équipe Colombia-Selle Italia. Il réalise sa meilleure saison en 2004 : triple vainqueur d'étape au Tour du Sénégal, il se montre offensif sur le Tour d'Italie et remporte le classement Intergiro. Il finit également quatrième du Brixia Tour. En août, il est contrôlé avec un hématocrite supérieur à 50 % sur le Tour de Vénétie, et déclaré inapte à la course pour quinze jours.
En 2007, il rejoint l'équipe Ceramica Flaminia, puis revient dans la formation de Gianni Savio, devenue Serramenti PVC Diquigiovanni. Il remporte une étape de Tirreno-Adriatico en mars. 
En 2011, après une année 2010 chez Aktio, il décide de descendre chez les amateurs afin de courir dans sa propre équipe, Raffaele Illiano, qui permet à des jeunes coureurs de bénéficier de ses conseils.

## Palmarès
- 1997
  - 3e du Grand Prix Industrie del Marmo
- 1999
  - 2e du Trophée Edil C
  - 3e du Trophée Mario Zanchi
  - 3e du Giro del Casentino
- 2001
  - Prologue du Girobio (contre-la-montre par équipes)
  - 3e du Trofeo Alta Valle del Tevere
- 2003
  - Tour du lac Majeur
  - Prologue et 2e étape du Tour du Sénégal
- 2004
  -  Classement intergiro du Tour d'Italie
  - Bratislava-Bradlo
  - Prologue, 6e et 8e étapes du Tour du Sénégal
- 2008
  - 2e étape de Tirreno-Adriatico

## Résultats sur le Tour d'Italie
5 participations
- 2003 : 66e
- 2004 : 35e,  vainqueur du classement Intergiro
- 2005 : 86e
- 2006 : 61e
- 2008 : 103e

## Classements mondiaux
| Année           | 2005   | 2006 | 2007 | 2008 |
| --------------- | ------ | ---- | ---- | ---- |
| UCI Europe Tour | 1 192e | 410e |      | 667e |